# Becky Ann Baker
Becky Ann Baker (født 17. februar 1953) er en amerikansk skuespillerinde, der måske er bedst kendt for sin skildring af Jean Weir i den Emmy Award-vindende komedieserie Freaks and Geeks. Siden 1990 har hun været gift med skuespilleren Dylan Baker.